# Тетрасвинецпентатербий
Тетрасвинѐцпентате́рбий — бинарное неорганическое соединение, интерметаллид
тербия и свинца
с формулой Pb4Tb5,
кристаллы.

## Получение
- Сплавление стехиометрических количеств чистых веществ:

{\displaystyle {\mathsf {5Tb+4Pb\ {\xrightarrow {T}}\ Pb_{4}Tb_{5}}}}

## Физические свойства
Тетрасвинецпентатербий образует кристаллы
ромбической сингонии, пространственная группа P nma, параметры ячейки a = 0,8169 нм, b = 1,555 нм, c = 0,8218 нм, Z = 4,
структура типа пентасамарийтетрагермания Ge4Sm5.